# Стівен Далтон
Головний маршал повітряних сил сер Стівен Гарі Джордж Далтон (нар. 23 квітня 1954) — командер Повітряних сил Великої Британії у відставці та колишній лейтенант-губернатор Джерсі.
Як командир XIII ескадрильї, Далтон брав участь в операції «Джурал» — внеску Великої Британії в операцію «Південний дозор» із забезпечення безпольотної зони над Південним Іраком. Потім він перейшов до вищого командування, обіймаючи посаду начальника відділу повітряних операцій у Міністерстві оборони під час підготовки та проведення операції «Телік» в Іраку. Його призначили начальником штабу повітряних сил, професійним керівником Повітряних сил Великої Британії, у цій ролі він консультував Уряд Великої Британії щодо розгортання військово-повітряних сил під час лівійського конфлікту. На цій посаді він звільнив 2700 осіб, як зазначено в Стратегічному огляді оборони та безпеки.

## Молодість й освіта
Далтон народився 23 квітня 1954 року. Він здобув освіту в школах Кларедон Парк і Ланкастер в Лестері, а потім в Університеті Бата, де вивчав аерокосмічну техніку.

## Військова кар'єра
Далтона зарахували курсантом університету 16 вересня 1973 року, 15 липня 1976 року він отримав звання пайлот-офіцера. 15 січня 1977 року Далтон отримав звання флаїнг-офіцера, а 15 жовтня 1977 року його підвищили до флайт-лейтенанта. Він літав на SEPECAT Jaguar у трьох турах, діючи з Великої Британії та Німеччини у наземній та тактичній розвідці. 1 липня 1984 року Далтона підвищили до сквадрон-лідера та нагородили подякою королеви під час новорічних відзнак 1987 року за цінну службу в повітрі.

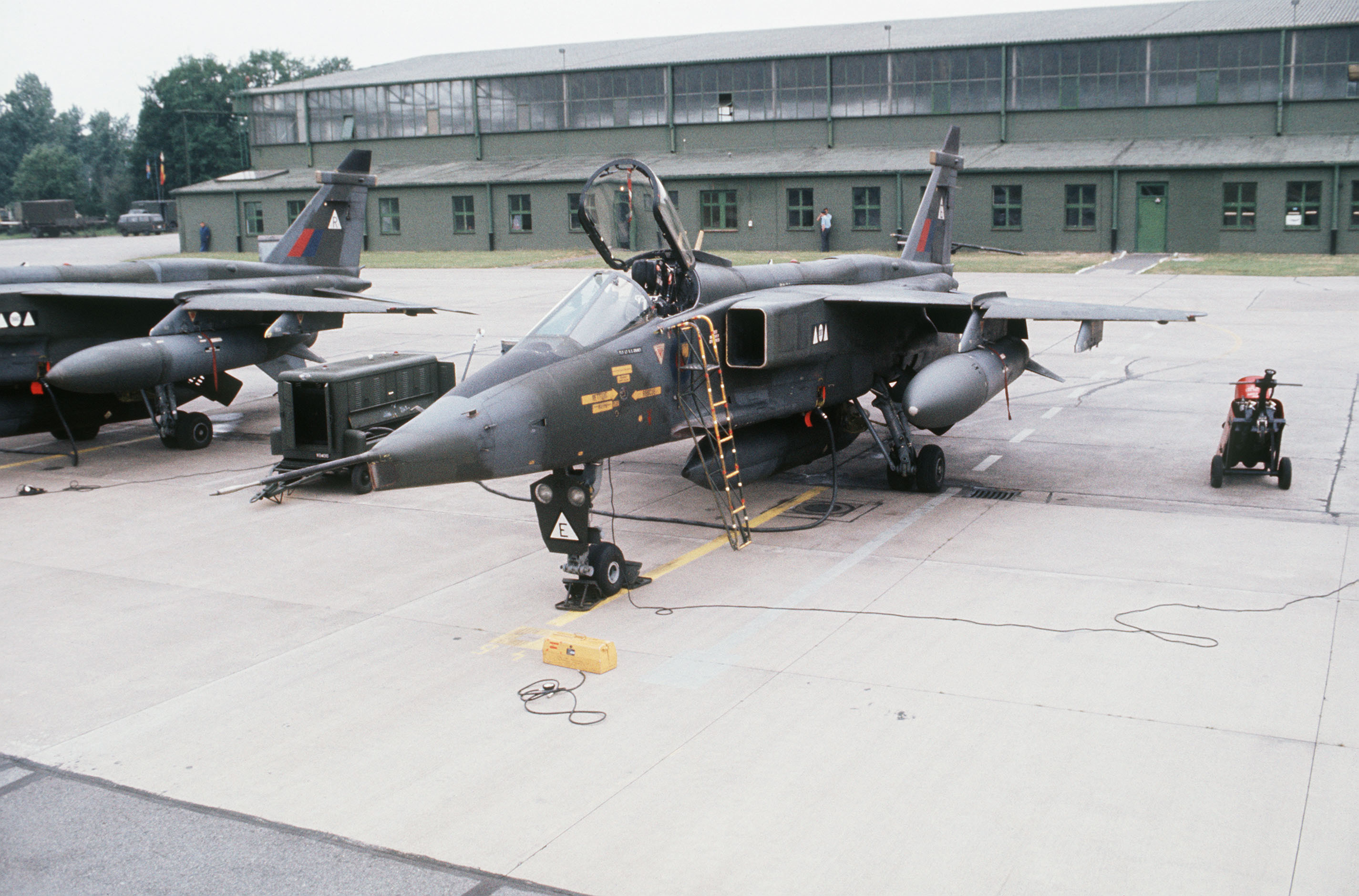
Jaguar Повітряних сил Німеччини наприкінці 70-х років, на яких літав Далтон під час трьох турів у Великій Британії та Німеччині

Після проходження курсів підвищення кваліфікації, підготовки до керування Panavia Tornado та підвищення до вінг-командера 1 липня 1990 року Далтон командував XIII ескадрильєю. Він брав участь в операції «Джурал» — внеску Великої Британії в операцію «Південний дозор» із забезпечення безпольотної зони над південним Іраком.
Далтона підвищили до груп-кептена 1 липня 1994 року, а у 1997 році він прийняв командування базою Coltishall і повітряними силами Jaguar. 1 січня 2000 року, отримавши звання комодора, його призначили керівником групи забезпечення програми літаків Eurofighter Typhoon у Міністерстві оборони. Після Вищого командно-штабного курсу у 2002 році Далтона призначили начальником відділу повітряних операцій у Міністерстві оборони. Його перебування на цій посаді було зосереджено на підготовці та проведенні операції «Телік» в Іраку.
Після підвищення до віцемаршала повітряних сил 14 травня 2003 року Далтона призначили директором інформаційного управління. Його також призначили начальником управління авіаційної техніки у 2004 році, зберігши цю посаду після свого призначення директором Typhoon 2 травня 2006 року. Його призначили кавалером ордена Лазні під час новорічних відзнак 2006 року.
1 травня 2007 року Далтон отримав звання маршала повітряних сил і його призначили заступником головнокомандувача з персоналу в повітряному командуванні та членом повітряних сил з особового складу. У 2009 році на честь дня народження він став лицарем-командором ордена Лазні. 31 липня 2009 року він отримав звання головного маршала повітряних сил та був призначений начальником штабу повітряних сил й ад'ютантом королеви Єлизавети II. Далтон був призначений кавалером Великого хреста ордена Лазні на честь дня народження 2012 року.
У світлі лівійського конфлікту Далтон попередив, що «потрібно зробити дуже багато» та військові наближаються до точки «виснаження». 24 червня 2011 року «Дейлі телеграф» підтвердив, що Далтон, разом з Першим морським лордом і начальником Генерального штабу, втратить свою посаду в Раді оборони, найвищому комітеті Міністерства оборони, який приймає рішення щодо всіх питань військової політики. У липні 2013 року він пішов у відставку.
21 вересня 2013 року Далтона призначили почесним комодором Повітряних сил Великої Британії замість головного маршала авіації сера Річарда Джонса. У 2009 році він став віцепрезидентом Йоркширського музею авіації, у 2015 році він там отримав посаду президента.

## Лейтенант-губернатор Джерсі
20 грудня 2016 року стало відомо, що Далтона призначили лейтенант-губернатором Джерсі. Він вступив на посаду 13 березня 2017 року.
Термін його повноважень завершився 30 червня 2022 року. Його замінив віцеадмірал Джеррі Кід, який вступив на посаду у жовтні 2022 року.

## Особисте життя
Одружений з Енн: пара має двох дорослих дітей.
До інтересів Далтона входять спорт, театр й історія. У 2011 році він здобув почесний ступінь Університету Лестера, а у 2013 році — почесний ступінь доктора наук Університету Бата.